# 杨第甫
杨第甫（1911年4月17日—2002年10月18日），男，湖南湘潭人，中华人民共和国政治人物，曾任中共湖南省委秘书长、统战部部长，湖南省政协副主席，第三届全国政协委员。经济学家杨小凯的父亲。

## 著作
著有回忆录《吹尽狂沙 杨第甫自述》1991 中国文史出版社。
《心潮集》 1994 华中师范大学出版社